# Ciuślice
Ciuślice – wieś w Polsce położona w województwie świętokrzyskim, w powiecie kazimierskim, w gminie Czarnocin.
Pod koniec XIX w. właścicielem majątku Ciuślice był Juliusz Joachim Slaski - ziemianin, działacz społeczny i gospodarczy, pionier przemian w rolnictwie. 
W czasie II wojny światowej w miejscowości mieszkali przez pewien czas Józef i Maria Chełkowscy.
W latach 1975–1998 miejscowość administracyjnie należała do województwa kieleckiego.

## Zabytki
- park z XVIII w., wpisany do rejestru zabytków nieruchomych (nr rej.: A.176 z 9.12.1957)[7],
- drewniana stodoła nr 13 z XIX w. (nr rej.: 908 z 6.08.1976)[7].